# 利蒂亞市鎮

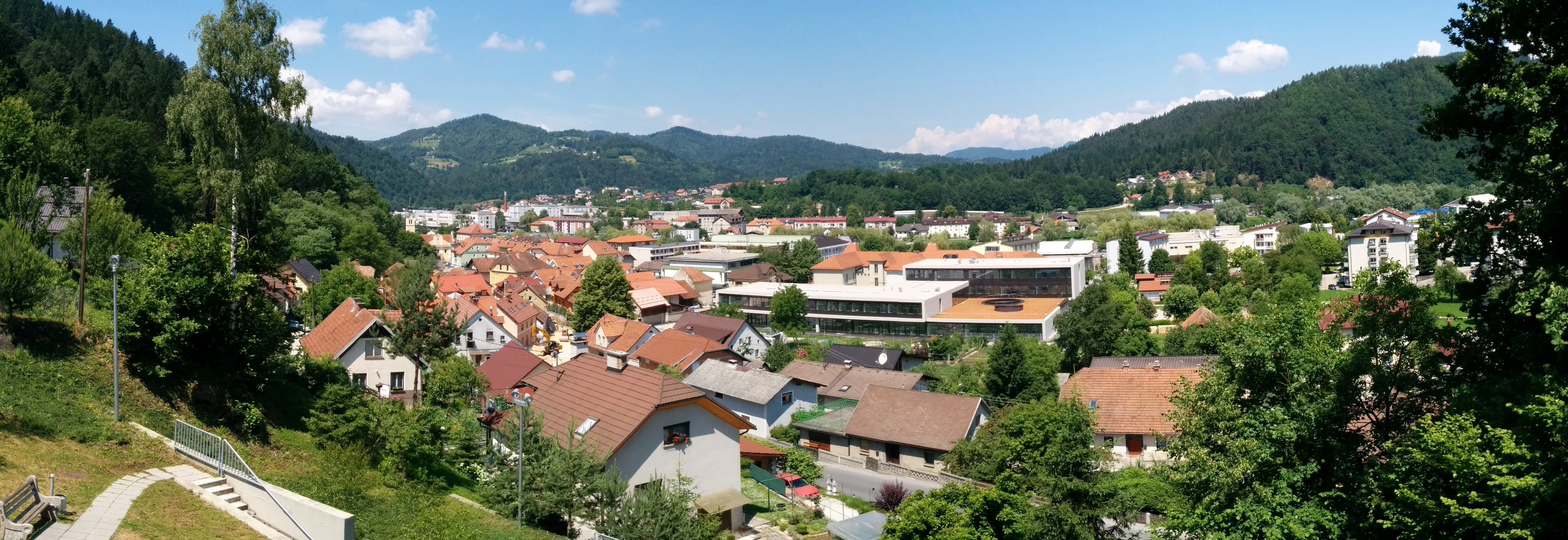
利蒂亚

利蒂亞市鎮是斯洛文尼亞中部的市镇，行政中心為利蒂亞。位於薩瓦河畔，市镇面積为221平方公里，海拔高度238米，2018年人口数量为15,342人。該鎮有十九世紀時期歐洲規模最大的煤礦，

## 外部連結
- 官方网站  （斯洛文尼亚文）
- Litija on Geopedia （页面存档备份，存于）